# Davvi Nuorra
Davvi Nuorra var en religiöst och politiskt oberoende förening för samer i Norge mellan 13 och 32 år.
Syftet med föreningen var att stärka samarbetet mellan samiska ungdomar och att skapa mötesplatser och tillfällen för dessa att träffas. Organisationen samarbetade med sina motsvarigheter i Sáminuorra i Sverige, Suoma Sámi Nuorat i Finland och Sámi Nuorash i Ryssand.
Sista ordförande (2007) var Christina Henriksen.
Davvi Nuorras webbplats var: https://web.archive.org/web/20070905024143/http://www.davvinuorra.org/